# 야마다촌 (가가와현)
야마다촌(일본어: 山田村)은 일본 가가와현 아야우타군에 있던 촌이다.

## 역사
- 1890년 2월 15일 - 정촌제 시행에 수반해 아야군 야마다카미촌, 야마다시모촌, 히가시분촌이 합병해 야마다촌이 성립하였다.
- 1899년 4월 1일 - 아야군, 우타군이 합병해 아야우타군이 되었다.
- 1954년 4월 1일 - 하유카카미촌, 니시분촌, 소기쇼촌과 신설합병해 아야카미촌이 성립, 동일 야마다촌은 폐지되었다.

## 참고 문헌
- 角川日本地名大辞典編纂委員会, 『角川日本地名大辞典 43 香川県』, 1985, 角川書店
- 四国新聞社 編『香川年鑑』 昭和29年、四国新聞社、高松市、1953年10月20日。doi:10.11501/2940066。 NCID BB10788678。OCLC 673819408。